# Слаба интеракција
У физици елементарних честица, слаба интеракција (често звана и слаба сила или слаба нуклеарна сила) једна је од четири основне интеракције у природи по моделима савремене субнуклеарне физике, поред јаке, електромагнетне и гравитационе.
Слаба интеракција може да се деси између лептона и кварка (семилептонска интеракција), између самих лептона (лептонска интеракција) или између самих кваркова (нелептонска интеракција). Јавља се, по Стандардном моделу, услед размене масивних W и Z бозона који представљају преносиоце интеракције за слабу интеракцију.
Слаба интеракција је одговорна за бета распад атомских језгара, и самим тиме и радиоактивност која се јавља при распаду, при коме неутрон прелази у протон, и при чему се емитују електрон и антинеутрино, или позитрон и неутрино.
Назив слаба долази из чињенице да је типична снага интеракције 1011 пута мања од јаке интеракције, а 108 пута слабија од електромагнетне. Јача је само од гравитационе интеракције. Она је, такође, и спора реакција и траје на реду величине 10-11 s.

## Позадина
Стандардни модел физике елементарних честица, који не обухвата гравитацију, пружа униформни оквир за разумевање начина на који електромагнетна, слаба, и јака интеракција делују. До интеракције долази кад две честице, типично мада не неопходно спин фермиони полу-целог броја, размењују полу-целобројни спин, бозоне који преносе силу. Фермиони који учествују у таквим разменама могу да буду било елементарни (нпр. електрони или кваркови) или композитни (нпр. протони или неутрони), мада на најдубљим нивоима, све слабе интеракције ултиматно су између елементарних честица. У случају слабе интеракције, фермиони могу да размене три засебна типа преносилаца силе, позната као W+, W−, и Z бозони. Маса сваког од тих бозона је далеко већа од масе протона или неутрона, што је конзистентно са кратким дометом слабе силе. Ова сила се заправо назива слаба због њене јачине поља преко датог растојања. Она је типично неколико редова величине мања од јаке нуклеарне силе или електромагнетне силе.
Током кваркне епохе раног свемира, електрослаба сила се раздвојила на електромагнетну и слабу силу. Важни примери слабе интеракције обухватају бета распад, и фузију водоника у деутеријум која напаја енергијом сунчев термонуллеарни процес. Већина фермиона се распада путем слабе интеракције током времена. Такви распади омогућавају радиоугљенично датирање, пошто се угљеник-14 распада путем слабе интеракције до азота-14. Овај процес такође може да креира радиолуминисценцију, која је у широкој употреби у тритијумској илуминацији, и у сродном пољу бетаволтних уређаја.
Кваркови, од којих се састоје композитне честице као што су неутрони и протони, имају шест облика: „горе“, „доле“, „чудан“, „шарм“, „врх“ и „дно“, који дају композитним честима њихова својства. Слаба интеракција је јединствена по томе да кварковима омогућава да промене свој „укус“. Замена тих својстава је посредована бозонским носиоцима силе. На пример, током бета минус распада, „доле“ кварк унутар неутрона се мења у „горе“ кварк, чиме се неутрон конвертује у протон и долази до емисије електрона и електронског антинеутрина. Слаба интеракција је такође једина фундаментална интеракција која прекида паритетну симетрију и сличност, једина која мења паритетну симетрију.

## Историја
Године 1933, Енрико Ферми је предложио прву теорију слабе интеракције, познату као Фермијева интеракција. Он је предложио да се бета распад може објаснити путем интеракције четири-фермиона, путем контактне силе без опсега.
Међутим, слаба интеракција се може боље објаснити помоћу поља без-контактне силе са коначним опсегом, иако веома кратким. Године 1968. Шелдон Глашов, Абдус Салам и Стивен Вајнберг су ујединили електромагнетну силу и слабу интеракцију тако што су показали да су оне два аспекта једне силе, која се у данашње време назива електро-слабом силом. Постојање W и Z бозона нису били директно потврђени до 1983.

## Особине
Слаба интеракција је јединствена на више начина:
- То је једина интеракција која има способност промене ароме кваркова (тј., промене типа кварка у други тип).
- То је једина интеракција која нарушава P или парносну симетрију. Она је исто тако једина сила која крши набојно-паритетну симетрију.
- Она је посредована (пропагирана) путем честица преносилаца силе који имају знатне масе, једно необично својство које је објашњено у стандардном моделу помоћу Хигсовог механизма.

Услед њихове велике масе (приближно 90 /c2) ове преносне честице, зване W и Z босони, су кратког века са трајањем краћим од 10−24 секунди. Слаба интеракција има константу спреге (индикатор јачине интеракције) између 10−7 и 10−6, у поређењу са константом спреге јаке интеракције од 1 и електромагнетном константом спреге од око 10−2; консеквентно слаба интеракција је слаба у смислу јачине. Слаба интеракција има веома кратак опсег (око 10−17 до 10−16 ). На растојању од око 10−18 метара, слаба интеракција има јачину сличне магнитуде са електромагнетном силом, али њена јачина почиње експоненцијално да опада са повећањем растојања. На растојању од око 3×10−17 m, растојању које је веће за само један и по децимални ред величине, слаба интеракција је 10.000 пута слабија од електромагнетне.
Слаба интеракција утиче на све фермионе стандардног модела, као и на Хигсов бозон; неутрина формирају интеракције једино путем гравитације и слабе интеракције, и неутрина су била оригинални разлог за избор имена слаба сила. Слаба интеракција не производи везана стања (нити учествује у енергији везивања) – што је карактеристика коју гравитација има на астрономској скали, електромагнетна сила на атомском нивоу, и јака нуклеарна сила унутар језгра атома.
Њен најуочљивији ефекат је последица њеног првог јединственог својстава: промене ароме. Неутрон, на пример, је тежи од протона (свог сестринског нуклеона), али се он не може распасти у протон без промене ароме (типа) једног од његова два доња кварка у горњи кварк. Ни јака интеракција, нити електромагнетизам не дозвољавају промену ароме, тако да до тога долази путем слабог распада; без слабог распада, својства кварка као што су страност и шарм (везани за кваркове истог имена) би исто тако била конзервирана у свим интеракцијама.
Сви мезони су нестабилни због слабог распада. У процесу познатом као бета распад, доњи кварк у неутрону се може променити у горњи кварк емитовањем виртуалног W− бозона који се затим конвертује у електрон и електронски антинеутрино. Још један пример је захватање електрона, што је честа варијанта радиоактивног распада, при чему протон и електрон унутар атома формирају интеракцију, и прелазе у неутрон (један горњи кварк се мења у доњи кварк) и један електронски неутрино се емитује.
Услед великих маса W бозона, трансформације честица или распади (нпр., промена ароме) који зависе од слабих интеракција типично се јављају знатно спорије од трансформација или распада који су зависни само од јаких или електромагнетних сила. На пример, неутрални пион се распада електромагнетно, и стога има животни век од само 10−16 секунди. У контрасту с тим, наелектрисани пион се једино може распасти путем слабе интеракције, и стога је његов животни век око 10−8 секунди, или сто милиона пута је дужи од неутралног пиона. Посебно екстреман пример је распад слободног неутрона дејством слабе силе, за који је неопходно око 15 минута.

### Слаби изоспин и слабо хипернаелектрисање
| Генерација 1 | Генерација 1               | Генерација 1           | Генерација 2     | Генерација 2                  | Генерација 2           | Генерација 3   | Генерација 3                   | Генерација 3           |
| Фермион | Симбол                     | Слаб изоспин           | Фермион          | Симбол                        | Слаб изоспин           | Фермион        | Симбол                         | Слаб изоспин           |
| --- | -------------------------- | ---------------------- | ---------------- | ----------------------------- | ---------------------- | -------------- | ------------------------------ | ---------------------- |
| Електронски неутрино | {\displaystyle \nu _{e}\,} | {\displaystyle +1/2\,} | Мионски неутрино | {\displaystyle \nu _{\mu }\,} | {\displaystyle +1/2\,} | Тау неутрино   | {\displaystyle \nu _{\tau }\,} | {\displaystyle +1/2\,} |
| Електрон | {\displaystyle e^{-}\,}    | {\displaystyle -1/2\,} | Мион             | {\displaystyle \mu ^{-}\,}    | {\displaystyle -1/2\,} | Тау            | {\displaystyle \tau ^{-}\,}    | {\displaystyle -1/2\,} |
| Горњи кварк | {\displaystyle u\,}        | {\displaystyle +1/2\,} | Чаробни кварк    | {\displaystyle c\,}           | {\displaystyle +1/2\,} | Вршни кварк    | {\displaystyle t\,}            | {\displaystyle +1/2\,} |
| Доњи кварк | {\displaystyle d\,}        | {\displaystyle -1/2\,} | Страни кварк     | {\displaystyle s\,}           | {\displaystyle -1/2\,} | Дубински кварк | {\displaystyle b\,}            | {\displaystyle -1/2\,} |
| Све леворуке античестице и десноруке (регуларне) честице имају слаби изоспин од 0. Десноруке античестице имају супротни слаби изоспин. |                            |                        |                  |                               |                        |                |                                |                        |

Све честице имају својство звано слаби изоспин (симбол T3), које служи као квантни број и одређује како се честица понаша при слабим интеракцијама. Слаби изоспин игра исту улогу у слабим интеракцијама као што и наелектрисање у електромагнетизму, и промена боје при јаким интеракцијама. Сви леворуки фермиони имају вредност слабог изоспина од било +1⁄2 или −1⁄2. На пример, горњи кварк има T3 од +1⁄2 и доњи кварк −1⁄2. Кварк се никад не распада путем слабе интеракције у кварк са истим T3: кваркови са T3 од +1⁄2 једино се распадају у кваркове са T3 од −1⁄2 и обрнуто.
У свакој датој интеракцији, слаби изоспин се очувава: сума бројева слабих изоспинова честица које улазе у интеракцију је једнака суми бројева слабих изоспинова честица које излазе из интеракције. На пример, (леворуки) π+, са слабим изоспином од 1 нормално се распада у ν (+1⁄2) и μ+ (као деснорука античестица, +1⁄2).
Након развоја електрослабе теорије, још једно својство, слабо хипернаелектрисање, је било развијено. Оно је зависно од електричног набоја честице и слабог изоспина, и дефинисано је као:
{\displaystyle \qquad Y_{W}=2(Q-T_{3})}
где је YW слабо хипернаелектрисање датог типа честице, Q је њен електрични набој (у јединицама елементарног наелектрисања) и T3 је њен слаби изоспин. Док неке честице имају слаби изоспин једнак нули, све спин-1⁄2 честице имају слабо хипернаелектирсање различито од нуле.
Слабо хипернаелектрисање је генератор U(1) компоненте електрослабе баждарене групе.

## Типови интеракција
Постоје два типа слабих интеракција (званих теменима). Први тип се назива „интеракцијом наелектрисане струје” пошто је он посредован честицама које носе наелектрисање (W+ или W− бозонима), и одговоран је за феномен бета распада. Други тип се назива „интеракцијом неутралне струје” пошто је она посредована неутралном честицом,  бозоном.

### Интеракција наелектрисане струје
У једном типу интеракција наелектрисане струје, наелектрисани лептон (као што је електрон или мион, са наелектрисањем од −1) може да апсорбује W+ бозон (честицу са наелектрисањем од +1) и тиме се претвара у одговарајући неутрино (са набојем 0), где је тип („арома”) неутрина (електрон, мион или тау) исти као тип лептона у интеракцији, на пример:
{\displaystyle \mu ^{-}+W^{+}\to \nu _{\mu }}
Слично томе, доњи тип кварка (d са набојем од −1⁄3) може да буде конвертован у горњи тип кварка (u, са набојем од +2⁄3), путем емитовања W− бозона или апсорбовања W+ бозона. Прецизније, доњи тип кварка постаје квантна суперпозиција горњег типа кварка: другим речима, он има могућност да постане било који од три квадратна типа, при чему су вероватноће дате у ККМ матричним табелама. Консеквентно, један кварк горњег типа може да емитује W+ бозон, или да апсорбује W− бозон, и стога да буде конвертован у кварк доњег типа, на пример:
{\displaystyle {\begin{aligned}d&\to u+W^{-}\\d+W^{+}&\to u\\c&\to s+W^{+}\\c+W^{-}&\to s\end{aligned}}}
W бозон је нестабилан, те се брзо распада, и има веома кратак животни век. На пример:
{\displaystyle {\begin{aligned}W^{-}&\to e^{-}+{\bar {\nu }}_{e}~\\W^{+}&\to e^{+}+\nu _{e}~\end{aligned}}}
Распад W бозона у друге прудукте се може догодити, са варијабилним вероватноћама.
У такозваном бета распаду неутрона (погледајте горњу слику), доњи кварк унутар неутрона емитује виртуални W− бозон и стога се конвертује у горњи кварк, конвертујући неутрон у протон. Због енергије која учествује у процесу (тј., разлике масе између доњег кварка и горњег кварка), W− бозон једино може да буде конвертован у електрон и електрон-антинеутрино. На нивоу кварка, процес може да буде представљен као:
{\displaystyle d\to u+e^{-}+{\bar {\nu }}_{e}~}

### Интеракција неутралне струје
У интеракцијама неутралне струје, кварк или лептон (e.g., електрон или мион) емитују или апсорбују неутрални  бозон. На пример:
{\displaystyle e^{-}\to e^{-}+Z^{0}}
Попут W бозона, Z бозон се исто тако брзо распада, на пример:
{\displaystyle Z^{0}\to b+{\bar {b}}}

## Електрослаба теорија
Стандардни модел елементарних честица описује електромагнетне интеракције и слабе интеракције као два различита аспекта једне електрослабе интеракције. Ову теорију су развили у периоду око 1968. године Шелдон Глашоу, Абдус Салам и Стивен Вајнберг, за шта су награђени Нобеловом наградом за физику 1979 за њихов допринос. Хигсов механизам пружа објашњење за присуство три масивна баждарена бозона (W+, W−, Z0, три преносника слабе интеракције) и фотона који нема масу (γ, преносника електромагнетне интеракције).
Према електрослабој теорији, при веома високим енергијама, свемир има четири поља баждарених бозона без масе – свако од који је слично са фотоном – и комплексни скаларни дублет Хигсовог поља. Међутим, при ниским енергијама, ова симетрија се спонтано разлаже до U(1) симетрије електромагнетизма, пошто једно од Хигсових поља стиче вакуумску очекивану вредност. Ово нарушавање симетрије би могло да произведе три бозона без масе, али они постају интегрисани путем три поља слична фотонима и стичу масу путем Хигсовог механизма. Ова три поља постају W+, W− и Z0 бозони слабе интеракције. Четврто баждарено поље је фотон електромагнетизма, и оно остаје безмасено.
Ова теорија је произвела бројна предвиђања, укључујући и предвиђање масе Z и W-бозона пре њиховог открића. Дана 4. јула 2012, CMS и ATLAS експериментални тимови при Великом хадронском сударачу независно су објавили да су потврдили формално откриће претходно непознатих бозона с масом између 125–127 2, чије понашање је до сада било „конзистентно са” Хигсовим бозоном, додајући опрезну напомену да су потребни додатни подаци и анализе пре него што се позитивно идентификује да је нови бозон Хигсов бозон истог типа. До 14. марта 2013, провизионо је потврђено да Хигсов бозон постоји.